# 華麗なる誘拐
『華麗なる誘拐』（かれいなるゆうかい）は、西村京太郎が1977年に著した推理小説。単行本は徳間書店（トクマ・ノベルズ）から刊行された。私立探偵・左文字進シリーズ第2作。
作者の代表作のひとつであるとともに、作者が自選ベスト5の4番目に選出した作品である。
2004年、『恋人はスナイパー 劇場版』のタイトルで映画化された（#映画化作品参照）。

## 概要
本作は、前年1976年の『消えた巨人軍』に続く左文字進シリーズの第2作で、前作と同じく「誘拐もの」の作品である。
佐々木敦は河出文庫『華麗なる誘拐』（2020年版）の巻末解説で、誘拐ミステリがクリアすべき要素として「誰を誘拐するか？」「どうやって誘拐するか？」「どうやって身代金を受け渡しするか？」「どうやって人質を返すか？」の4つを挙げ、誘拐ミステリの代表作と言われる作品はいずれもこの4つのハードルを飛び越えており、本作も同様であるとしている。
また、綾辻行人から「スケールの大きな誘拐もの」、山前譲からは「現実の事件を予見したかと騒がれた」と評されている。

## あらすじ
3月24日、新宿の高層ビルで探偵事務所を開業している左文字進が、妻で秘書の史子と喫茶店でコーヒーを飲んでいると、隣席のカップルが突然苦しみだし、2人は病院に搬送されたが死亡する。警察で事情聴取を受けた左文字夫妻は、『消えた巨人軍』の事件でなじみの矢部警部から、シュガーポットに青酸カリが混入されていた無差別殺人であると教えられる。そして、「ブルーライオンズ ― 蒼き獅子たち」と名乗る人物から首相公邸にかかって来た電話の録音テープを聞かされる。
テープの内容は、首相に日本国民1億2千万人全員を誘拐したという人物からの身代金5000億円を要求する脅迫電話で、要求が受け入れられなければ3月24日に最初の人質を殺す、人質を生かすも殺すもブルーライオンズがその自由を所持している、というものだった。イタズラと一蹴したところ、今回の喫茶店の事件がブルーライオンズによる無差別殺人のように思われることから、矢部警部は左文字に捜査への協力を求める。
翌25日、ブルーライオンズから首相公邸に、身代金を支払わなければ次の人質を殺すとの電話が入り、翌26日、札幌で第2の殺人が発生する。翌27日、これまでの電話とは別の声の人物からのブルーライオンズを名乗る電話で、これまでと同じ応答が繰り返される。そして翌28日、福岡空港から離陸した旅客機が爆破され、乗客・乗員計196名が全員死亡する。

## 主な登場人物
左文字進
新宿西口の36階建の超高層ビルの最上階に左文字探偵事務所を構えている探偵。アメリカ人の父親と日本人の母親の間に生まれたハーフ。コロンビア大学で犯罪心理学を学んだ後、サンフランシスコの探偵事務所に務めていた。両親の死を機に日本にやってきた。
左文字史子
左文字の妻。旧姓・藤原。左文字とは前作『消えた巨人軍』で知り合い、事件解決後、結婚した。左文字探偵事務所の秘書。
矢部警部
警視庁捜査一課の警部。
渡辺秘書官
首相公邸の秘書官。
柳沼博士
日本英才教育センターの理事。
野上知也
事件の首謀者。U大学特別クラス出身の弁護士。45、6歳。銀座のKビルに野上法律事務所を構えている。
牧野英公
事件の実行犯のひとり。U大学特別クラス出身。35歳。卒業後に片思いしていた女性の結婚相手を殺害し、懲役8年の実刑で刑務所入り。4年前に出所し、現在は所在不明。
双葉卓江
事件の実行犯のひとり。U大学特別クラス出身。29歳。大学院に進み26歳で博士号を取得。結婚後ノイローゼになり離婚し、精神病院に入院。退院後の所在は不明。
串田順一郎
事件の実行犯のひとり。U大学特別クラス出身。34歳。城北病院外科に勤務、瀬戸内海のK島診療所に単身赴任。K島への赴任は、交通事故による瀕死の重傷患者の肝臓に強いX線を当ててその限界を知るための生体実験を行ったため。病院に無断で姿を消し、現在は所在不明。

## 書誌情報
- 西村京太郎 『華麗なる誘拐』 河出文庫、2020年7月20日発売、ISBN 978-4-309-41756-1

## 映画化作品
2004年、六車俊治の監督により『恋人はスナイパー 劇場版』のタイトルで全国東映系で公開された。